# 慈光寺家
慈光寺家（じこうじけ）は宇多源氏五辻家庶流の公家・華族だった家。公家としての家格は半家、華族としての家格は子爵家。

## 歴史
左衛門尉・五辻遠兼の四男で、上北面・宮内権大輔・加賀守などを歴任した従四位下慈光寺仲清を家祖として鎌倉時代後期に成立した。
歴代当主は上北面や蔵人を務め、戦国時代の仲康の代からは伏見宮家に仕えるようになり、その子仲明は森の割字をもって三木を称したという。仲明の曽孫にあたる戦国時代末の当主刑部大輔・善仲の代に断絶したと見られる。
江戸時代前期に善仲の子である従四位下中務権大輔・冬仲が再興した。彼の代に三木の家名を慈光寺に改めた。冬仲の子民部権少輔仲学が一度、その孫左馬権頭澄仲が二度極臈（六位蔵人の年功者）を務めたことにより、その功績で澄仲は堂上家に列せられ、明和9年（1772年）に四位止まりだった歴代当主の中で初めて従三位に昇って公卿に列し、後に従二位まで昇った。
堂上家となった後の家格は、半家、新家、外様。雅楽を家職とする。近衛池の家札。江戸期の家禄は30石3人扶持。
明治維新後の明治2年（1869年）6月17日の行政官達で公家と大名家が統合されて華族制度が誕生すると慈光寺家も公家として華族に列した。
明治3年に定められた家禄は、現米で254石1斗。明治9年8月5日の金禄公債証書発行条例に基づき家禄と引き換えに支給された金禄公債の額は1万1510円95銭5厘（華族受給者中346位）。
明治前期の当主有仲の住居は東京府麹町区三番町にあった。当時の家扶は市原元孝。
明治17年（1884年）7月7日の華族令の施行で華族が五爵制になると、同8日に大納言直任の例がない旧堂上家として有仲が子爵に叙された。
その孫の恭仲は宮内省主殿寮京都出張所殿掌。その子愛仲の代に慈光寺子爵家の邸宅は京都市上京区小山北上総町にあった。